# 拉布里奥讷
拉布里奥讷（法語：La Brionne，法語發音：[la bʁijɔn]）是法国克勒兹省的一个市镇，位于该省中西部，省会盖雷以西，属于盖雷区和大盖雷城市公共社区。

## 地理
拉布里奥讷（46°10'6"N, 1°47'13"E）面积7.08 平方千米，位于法国新阿基坦大区克勒兹省，该省份为法国中部省份，位于法國中央高原西北部，北起安德尔省和谢尔省，西接维埃纳省，南至科雷兹省，东临多姆山省，东北与阿列省接壤。
与拉布里奥讷接壤的市镇（或旧市镇、城区）包括：圣莱热勒盖雷图瓦、圣西尔万蒙泰居、圣叙尔皮斯-勒盖雷图瓦、圣沃里。
拉布里奥讷的时区为UTC+01:00、UTC+02:00（夏令时）。

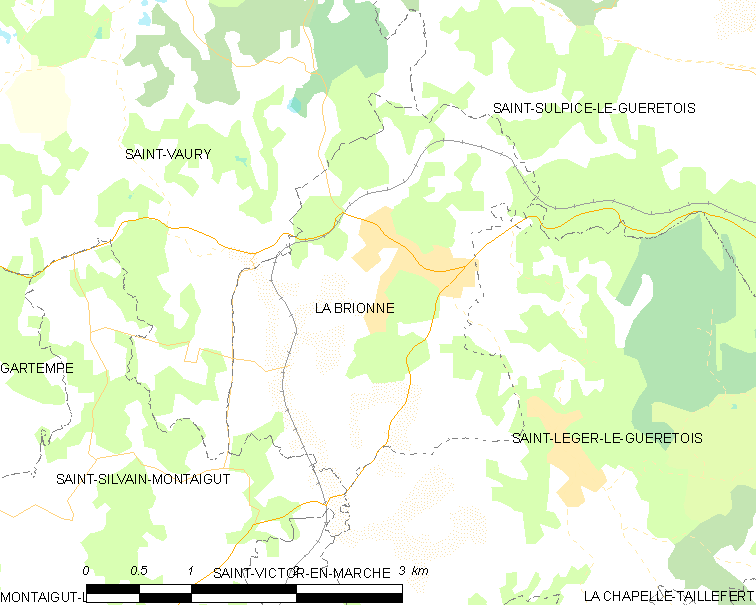
拉布里奥讷的OSM定位图

## 行政
拉布里奥讷的邮政编码为23000，INSEE市镇编码为23033。

## 政治
拉布里奥讷所属的省级选区为圣沃里县。

## 交通
克勒兹省省道D4线、D76线和D914线经过拉布里奥讷境内。

## 人口

1962-2008年间拉布里奥讷人口变化图示

拉布里奥讷于2022年1月1日时的人口数量为452人。